# 4274 Karamanov
4274 Karamanov је астероид главног астероидног појаса чија средња удаљеност од Сунца износи 2,689 астрономских јединица (АЈ).
Апсолутна магнитуда астероида је 12,8.